# Elektra (Comicfigur)
Elektra ist der Name einer Comicreihe um die gleichnamige Comicfigur des US-amerikanischen Verlages Marvel Comics. Elektra wurde von Frank Miller erfunden und tauchte erstmals im Januar 1981 in Daredevil #168 auf. Ihr Name leitet sich von Elektra, der Tochter des mykenischen Königs Agamemnon, her. Die Figur der Elektra ist Meuchelmörderin und eine Kunoichi, bewaffnet mit zwei Sais.

## Die Figur
Bei ihrem ersten Auftritt im Comic ist Elektra (voller Name: Elektra Natchios) eine Auftragsmörderin, die bei Daredevils Gegenspieler Kingpin beschäftigt ist. In Rückblenden erfährt der Leser, dass sich Elektra und Matt Murdock, der später zu Daredevil wurde, bereits während ihres gemeinsamen Studiums kennengelernt haben und ein Liebespaar wurden. Der Tod ihres Vaters, der versehentlich von der Kugel eines Polizisten getroffen wurde, zerstört Elektras Weltbild und sie verschwindet aus Murdocks Leben. Voller Wut und Trauer ist ihr einziges Ziel die Beherrschung der Kampfkünste. Das verfolgt sie zunächst bei dem Orden „The Chaste“, um dann in Japan bei der Ninja-Organisation „Die Hand“ weiter ausgebildet zu werden.
Nach ihrer Rückkehr nach Amerika arbeitet sie für jeden Schurken, der sie ausreichend bezahlt. Obwohl Daredevil diese Lebenseinstellung verachtet, unterstützt er sie, als sie sich gegen „Die Hand“ verteidigen muss. Von Kingpin erhält sie den Auftrag, Daredevils Freund und Partner zu töten. Als die beiden sich gegenüberstehen, erkennt dieser in Elektra die Studentin aus Jugendtagen. Die Erinnerung an alte Tage weckt Skrupel in Elektra und sie lässt ihr Opfer am Leben. Diese Schwäche nutzt Bullseye, ein anderer Auftragsmörder Kingpins, um seine Stellung zu verbessern. Er tötet Elektra mit ihren eigenen Sais, sie stirbt in den Armen Daredevils.
Elektras Leichnam wird in Daredevil #190/191 durch eine Zeremonie der Hand wiederbelebt. Daredevil überwältigt die Hand, kann die Zeremonie aber noch vollenden. Elektra trennt sich von Daredevil, um ihren Frieden zu finden.

## Comicserien
Marvel brachte 1996 eine Serie des Zeichners Mike Deodato und des Autors Peter Milligan heraus. Milligan versuchte, Elektra nicht nur als Killerin zu zeigen, und führte etliche Nebencharaktere in die Serie ein. Der Erfolg war nur mäßig und Marvel engagierte den Autor Larry Hama, der der Serie ein neues, actionlastiges Konzept gab. Aber auch das erhöhte die Verkaufszahlen nicht, die Serie wurde nach 19 Folgen abgesetzt. Hama schrieb auch für Wolverine und führte Elektra dort als Nebenfigur ein.
Eine weitere Serie erschien bei dem Imprint Marvel Knights. Hier wechselten die Zeichner und Autoren häufig, was dazu führte, dass die Charakterdarstellung Elektras immer wieder andere Züge annahm. Der Krimiautor Greg Rucka ließ Elektra über den Sinn ihrer Taten nachdenken, Robert Rodi machte sie wieder zu einer emotionslosen Killerin. Es erschienen 36 Folgen. Beide Serien erschienen in deutscher Übersetzung bei Panini.
Elektra taucht in einigen Miniserien auf. Eine Minireihe in 8 Teilen (Elektra: Assassin) und eine 4-teilige Reihe, in denen die Daredevil-Folgen mit Elektra zusammengefasst wurden, erschienen bei Marvel. Frank Miller produzierte die Graphic Novel Elektra lives again (dt.: Elektra lebt!), die als Hardcover in Übergröße erschien. Elektra bekam Auftritte in weiteren Miniserien wie Glimpse an Echo, Wolverine/Elektra: The Redeemer, Ultimate Elektra und Elektra: The Hand.

## Filme
Im Film Daredevil aus dem Jahre 2003 wurde Elektra von Jennifer Garner verkörpert. 2005 erschien ein gleichnamiger Film zum Comic.
In der zweiten Staffel von Marvel’s Daredevil und der Miniserie Marvel’s The Defenders wird Elektra von Élodie Yung verkörpert.